# Gerard Somers
Gerard Leonard Somers (Borgerhout, 13 januari 1908 - 1967) was een Belgisch architect en politicus voor de BSP.

## Levensloop
Somers was beroepshalve architect. Hij was getrouwd met Elvira Cops (1909).
Hij stond als opvolger op de BSP-senaatslijst voor het arrondissement Antwerpen bij de wetgevende verkiezingen van 1950.
In februari 1953 overleed senator Edward Van Eyndonck en Somers volgde hem op. Niet voor lang echter, want bij de verkiezingen van april 1954 was hij ofwel geen kandidaat, ofwel werd hij niet verkozen.